# Star Chamber

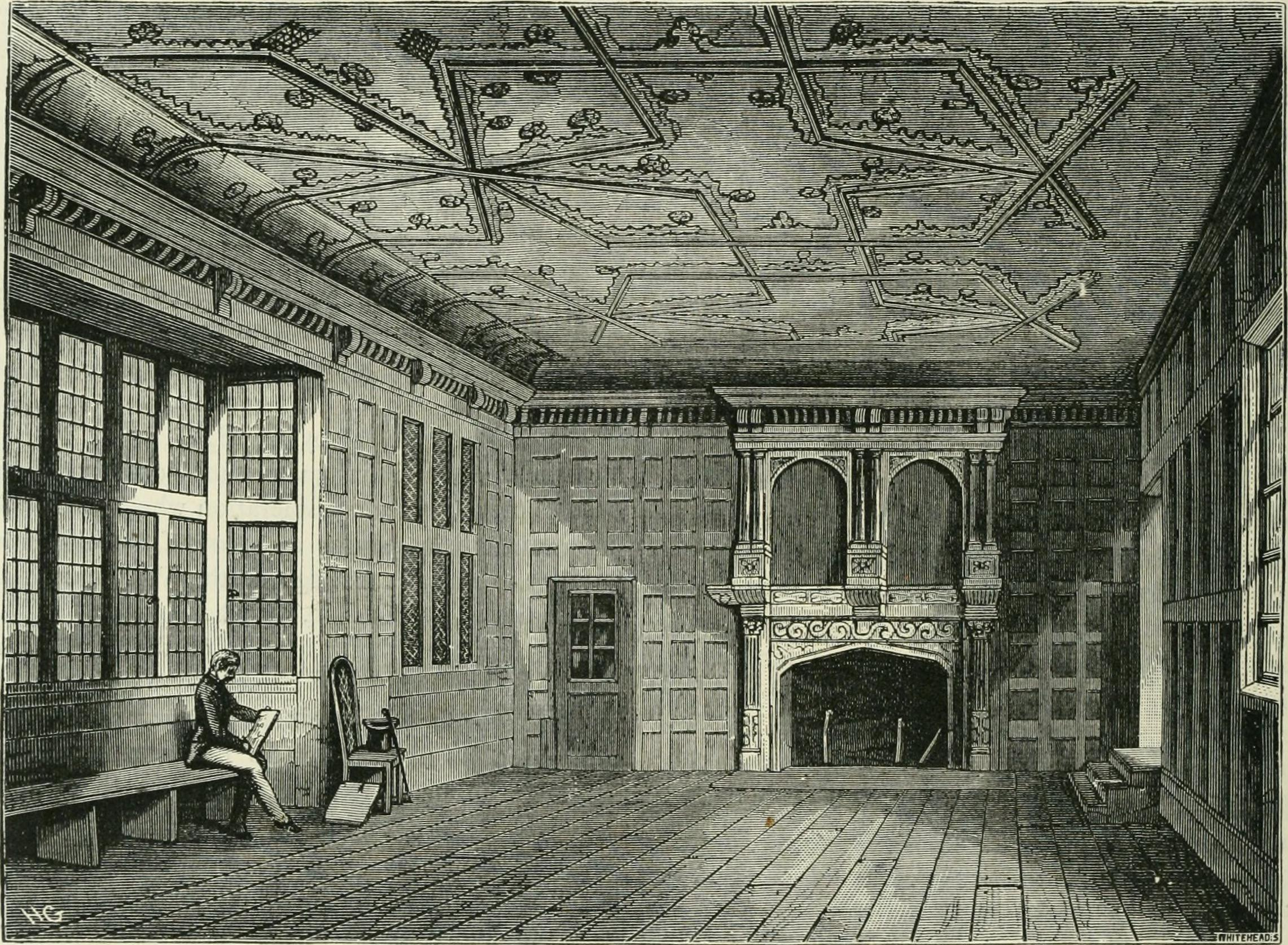
Incisione della Star Chamber, pubblicata nel 1873 su Old and new London, tratta da un disegno realizzato nel 1836.

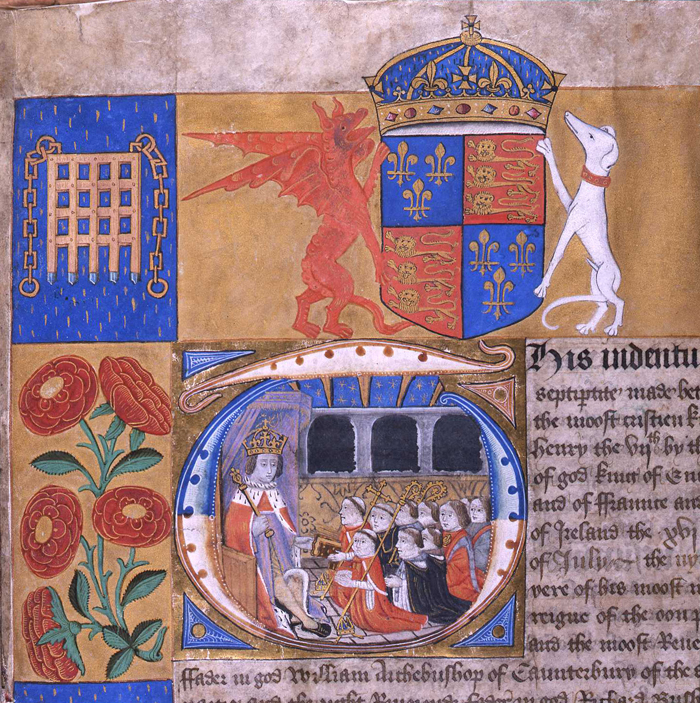
Un documento del 1504 che mostra il re Enrico VII seduto nella Star Chamber nell'atto di ricevere William Warham, arcivescovo di Canterbury, Richard Foxe, vescovo di Winchester, e i chierici dell'abbazia di Westminster e della cattedrale di San Paolo, nonché il sindaco di Londra.

La Star Chamber (in italiano: Camera stellata) era una corte inglese che aveva sede presso il Palazzo di Westminster e che operò tra la fine del XV secolo e la metà del XVII secolo (c. 1641). Era composta da consiglieri privati e giudici di common law e aveva il compito di integrare le attività giudiziarie dei tribunali di common law in materia sia civile che penale. La Star Chamber fu originariamente istituita per garantire la corretta applicazione delle leggi contro le persone socialmente e politicamente importanti, tanto potenti che i tribunali ordinari probabilmente avrebbero esitato a condannarli per i loro crimini. Tuttavia, divenne sinonimo di oppressione sociale e politica attraverso l'uso e l'abuso arbitrario del potere che esercitava.
Nell'uso moderno, gli organi legali o amministrativi spesso emettevano sentenze rigide e arbitrarie, non vi era infatti alcun diritto al "giusto processo" nei confronti degli accusati, e talvolta i procedimenti segreti venivano definiti, metaforicamente o poeticamente, "camere stellate". Questo è un termine peggiorativo e mette in dubbio la legittimità del procedimento. La Star Chamber può anche, raramente, essere usata nel suo significato originale, ad esempio quando un politico usa il privilegio parlamentare per esaminare e poi eliminare o condannare una potente organizzazione o una persona. In America, a causa della separazione costituzionale dei poteri, i poteri principali dei comitati selezionati vengono spesso utilizzati per rafforzare il dibattito pubblico ma spesso lasciano l'accusato senza rappresentanza legale e quindi il termine "Star Chamber" viene utilizzato per caratterizzare tale procedimento. Si ritiene che i politici non esercitino più alcun ruolo nell'applicazione del diritto penale, che oggi appartiene ai tribunali.

## Origine del nome

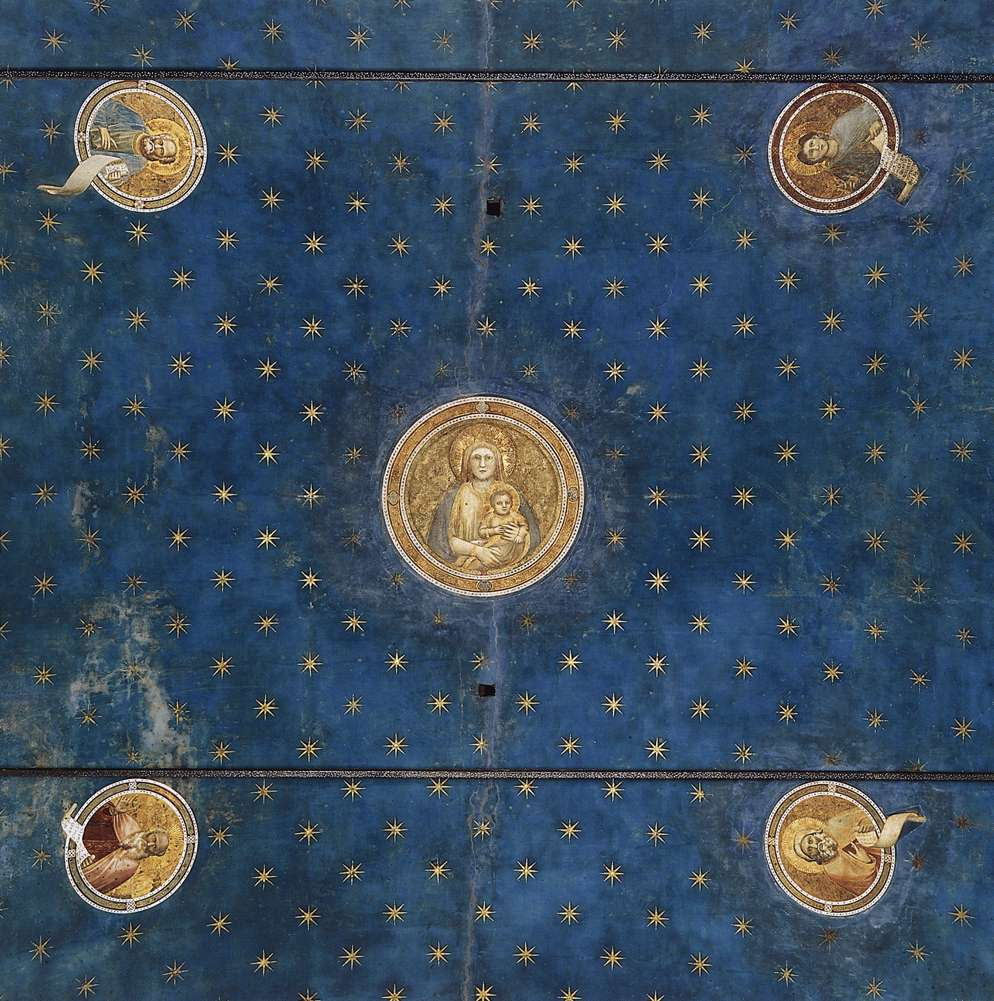
La volta stellata della Cappella degli Scrovegni a Padova affrescata da Giotto.

Il primo riferimento alla "Star Chamber" appare nel 1398 come Sterred chambre; la forma più comune del nome,  le Sterne-chamere, apparve nel 1422. Entrambe le forme si ripetono per tutto il XV secolo; Sterred Chambre fece la sua ultima apparizione nell'Atto di Supremazia del 1534, che stabilì che il monarca inglese fosse il capo della Chiesa d'Inghilterra. Il nome fu registrato per la prima volta da John Stow, che nel suo Survey of London nel 1598 notò che "questo posto è chiamato Star Chamber perché all'inizio tutto il suo tetto era decorato con immagini di stelle dorate". Le stelle dorate su sfondo blu erano una comune decorazione medievale per i soffitti di stanze riccamente decorate: è possibile vedere ancora un soffitto dipinto con un cielo stellato nel castello di Leasowe, Wirral, ed esempi simili si trovano nella cappella degli Scrovegni a Padova e altrove.
In alternativa, William Blackstone, un noto giurista inglese, nel 1769 scrisse che secondo lui il nome poteva derivare dal termine legale "starr" un contratto o un obbligo per un ebreo (dall'ebraico שטר, shtar che significa "documento"). Questo termine rimase in uso fino al 1290, quando re Edoardo I espulse tutti gli ebrei dal Regno d'Inghilterra. Blackstone riteneva che "Starr Chamber" potesse essere stata originariamente utilizzata per la deposizione e l'archiviazione di tali contratti. Tuttavia, l'Oxford English Dictionary fornisce a questa etimologia "nessuna pretesa di considerazione".
Altre speculazioni etimologiche menzionate da Blackstone sull'uso del termine "star" includono la derivazione dal vecchio inglese steoran (steer) che significa "governare"; dal tribunale che puniva il reato di raggiro (in latino: crimen stellionatus); o ancora da una camera con molte finestre.

## Storia

### Sotto i Plantageneti e i Tudor
La corte si evolse dalle riunioni del Consiglio del re, con le sue radici che risalgono al periodo medievale. Contrariamente alla credenza popolare, il cosiddetto "Star Chamber Act" del secondo parlamento del re Enrico VII emanato nel 1487, in realtà non autorizzò la formazione di una Star Chamber, ma piuttosto creò un tribunale separato e distinto dal Consiglio generale del re.
Inizialmente ben considerata per la sua velocità e flessibilità, la Star Chamber era considerato uno dei tribunali più giusti ed efficienti dell'età dei Tudor. Sir Edward Coke una volta descrisse la Star Chamber come "la corte più onorevole (escluso il nostro Parlamento) che si trova nel mondo cristiano. Sia per quanto riguarda i giudici della corte sia per il suo onorevole procedimento".
La Star Chamber era composta da consiglieri privati e da giudici di common law e integrava le attività dei tribunali di common law e di equity in materia civile e penale. In un certo senso, la camera era una corte d'appello, un organo di controllo, che supervisionava il funzionamento delle corti inferiori, sebbene potesse anche deliberare su casi presentati direttamente a essa. Il tribunale fu istituito per garantire la corretta applicazione delle leggi nei confronti dei membri dell'alta borghesia inglese, persone così potenti che i membri dei tribunali ordinari in precedenza difficilmente li condannavano per i loro crimini.
Un'altra funzione della Star Chamber era quella di agire come una corte di equity che potesse imporre una punizione per azioni che erano ritenute moralmente riprovevoli ma che non violavano l'interpretazione letterale della legge. Ciò diede alla Star Chamber una grande flessibilità, in quanto poteva condannare gli imputati per qualsiasi azione che il tribunale ritenesse essere illegale, anche se in realtà era tecnicamente lecita.
Tuttavia, ciò significava che le sentenze emesse dalla Star Chamber potevano essere molto arbitrarie e soggettive. Questo permise che la Star Chamber in seguito poté essere utilizzata come strumento di oppressione piuttosto che per fare giustizia, scopo per la quale essa era originariamente intesa. Molti crimini che ora venivano comunemente perseguiti, come tentato crimine, cospirazione, calunnia e spergiuro, originariamente erano trattati dalla Corte della Star Chamber, accanto ai reati di rivolta e sedizione.
I casi decisi in quelle sessioni consentirono sia ai potenti che ai comuni cittadini di chiedere un risarcimento. Così il re Enrico VII usò il potere della Star Chamber per spezzare il potere della nobiltà terriera che fu una delle cause della guerra delle due rose. Tuttavia, quando i tribunali locali erano spesso intasati o mal gestiti, la Corte della Star Chamber divenne anche un luogo di appello per la gente comune contro i soprusi della nobiltà.
Durante il regno del re Enrico VIII, la corte fu guidata dal cardinale Thomas Wolsey, arcivescovo di York e lord cancelliere, e poi da Thomas Cranmer, arcivescovo di Canterbury. Da questo momento in poi, la Corte della Star Chamber divenne un'arma politica per perseguitare gli avversari delle politiche del re Enrico VIII, dei suoi ministri e del suo Parlamento.
Sebbene inizialmente fosse una corte d'appello, re Enrico VIII, Thomas Wolsey e Thomas Cranmer incoraggiarono i querelanti a portare i loro casi direttamente alla Star Chamber, aggirando completamente i tribunali inferiori.
La Corte fu ampiamente utilizzata per controllare il Galles, dopo i Wales Act del 1535 e del 1542 (a volte denominati "Atti d'Unione"). La nobiltà inglese dell'era Tudor si rivolse alla Camera per sfrattare i proprietari terrieri gallesi e per proteggere i vantaggi che avevano ottenuto con i Wales Act.
Una delle armi della Star Chamber era il giuramento, che in ragione del loro ufficio alcune persone erano costrette a pronunciare, di rispondere sinceramente a tutte le domande che potevano essere loro poste. Di fronte a interrogatori ostili, questo poneva di fronte a loro un "crudele trilemma": doversi incriminare, affrontare l'accusa di spergiuro se davano risposte insoddisfacenti ai loro accusatori oppure essere accusati di vilipendio dalla corte se non davano risposta.
Nel 1568 la regina Elisabetta estese ai reati a mezzo stampa le competenze della Star Chamber; in breve tempo essa diventerà il simbolo più odiato della censura e dell'intolleranza governativa. Essa costituiva un vero e proprio tribunale supremo politico e aveva il compito di reprimere ogni tentativo di opposizione, classificandolo come atto di lesa maestà. Si può considerare pertanto il simbolo dell'assolutismo dei Tudor.
Nel 1586 un decreto della Star Chamber limitò la libertà di stampa a Londra, Oxford e Cambridge.

### Sotto gli Stuart
Il potere della Star Chamber crebbe considerevolmente sotto la dinastia Stuart e, al tempo del re Carlo I, era diventata sinonimo di abuso di potere da parte del re e della sua cerchia. Già re Giacomo I e poi suo figlio Carlo utilizzarono la corte per esaminare i casi di sedizione, il che significava che la corte poteva essere usata per sopprimere l'opposizione alle politiche reali. Venne utilizzata per processare nobili troppo potenti per essere giudicati in una corte inferiore.
Il re Carlo I usò la Corte della Star Chamber come organo sostitutivo del Parlamento durante gli undici anni di governo personale, quando regnò senza Parlamento. Il re Carlo fece ampio uso della Corte per perseguire i dissidenti, compresi i puritani che fuggirono nella Nuova Inghilterra. Questo utilizzo della corte fu una delle cause della guerra civile inglese.
Il 17 ottobre 1632, la Corte della Star Chamber vietò tutti i "libri di notizie" a causa delle denunce dei diplomatici spagnoli e austriaci secondo cui la copertura della guerra dei trent'anni in Inghilterra era ingiusta. Di conseguenza, i giornali relativi a questa materia furono spesso stampati ad Amsterdam e poi introdotti clandestinamente nel paese, fino a quando il controllo della stampa non crollò con lo sviluppo del conflitto ideologico del 1640-41.
La Star Chamber divenne nota per i giudizi favorevoli al re. Nel 1637 l'arcivescovo William Laud fece amputare le orecchie a William Prynne perché ritenuto colpevole di diffamazione sediziosa.
Nel 1571 la regina Elisabetta I aveva istituito un tribunale equivalente nel Regno d'Irlanda, la Corte della camera del castello, per trattare i casi di sommosse e reati contro l'ordine pubblico. Sebbene inizialmente fosse popolare tra le parti in causa private, sotto gli Stuart sviluppò la stessa reputazione della sua corte madre per i procedimenti duri e arbitrari che vi si svolgevano. Durante la confusione politica degli anni '40 del secolo successivo semplicemente scomparve. 
All'inizio del 1900 Edgar Lee Masters commentò:

### Abolizione e conseguenze
Nel 1641 il Parlamento lungo, guidato da John Pym e infiammato dal severo trattamento subito da John Lilburne, così come quello di altri dissidenti religiosi come William Prynne, Alexander Leighton, John Bastwick ed Henry Burton, abolì la Star Chamber con una legge del Parlamento, l'Habeas Corpus Act del 1640. Questo risultato si può considerare la rivincita del Parlamento nei confronti del re dopo che, nel 1616, nell'ambito del caso Lord Ellesmore contro Sir Coke, si era stabilita, in caso di contrasto, la preminenza del sistema di equity sulla common law.
La Camera come luogo fisico fu demolita nel 1806 e i suoi materiali furono recuperati. La porta fu riutilizzata nella vicina Westminster School fino a quando non fu distrutta durante la Battaglia d'Inghilterra, mentre lo storico soffitto della camera, con le sue luminose stelle dorate, fu portato al castello di Leasowe, sulla penisola di Wirral, nel Merseyside, insieme a quattro arazzi raffiguranti le quattro stagioni.

### Storia recente
Alla fine del XX secolo, l'espressione fu ripresa in riferimento ai modi di risolvere questioni interne di alto livello, di solito relative agli stanziamenti di bilancio, all'interno del governo. La stampa e alcuni dipendenti pubblici sotto il premierato di Margaret Thatcher (1979-1990) ripresero l'uso di discutere in riunioni ministeriali private le controversie tra il Tesoro e i dipartimenti ad alta spesa.
Il termine venne nuovamente ripreso dalla stampa popolare per descrivere un panel istituito nel maggio del 2009 dal comitato esecutivo nazionale del Partito Laburista per riesaminare le dichiarazioni di spesa dei deputati laburisti. Nel 2010 la stampa impiegò il termine per definire un comitato istituito dal premier David Cameron incaricato di pianificare i tagli alla spesa per ridurre il debito pubblico.

## Influenza sulla Costituzione degli Stati Uniti d'America
Gli abusi storici della Star Chamber sono considerati una forza motivante primaria dietro le protezioni contro l'autoincriminazione forzata incorporate nel quinto emendamento alla Costituzione degli Stati Uniti d'America. Il significato di "testimonianza obbligatoria" ai sensi del quinto emendamento - vale a dire, le condizioni alle quali un imputato è autorizzato a "invocare il quinto emendamento" per evitare l'autoincriminazione - viene quindi spesso interpretato facendo riferimento ai metodi inquisitori della Star Chamber.
La Corte suprema degli Stati Uniti d'America affermò che "la Star Chamber ha, per secoli, simboleggiato il disprezzo per i diritti individuali di base. La Star Chamber semplicemente non permise, ma richiese, agli imputati di avere un collegio di difesa. La risposta del convenuto a un atto d'accusa non era accettata a meno che non fosse stata firmata da un avvocato. Quando un avvocato rifiutava di firmare la risposta, per qualsiasi motivo, si riteneva che l'imputato avesse confessato".

### Annotazioni
1. ↑  Il Ceann Comhairle intervenne e disse che il Dáil non poteva essere usato come "Star Chamber" avvertendo che erano coinvolte la reputazione della gente e che se il deputato avesse avuto informazioni avrebbe dovuto rivolgersi al gardaí.

### Fonti
1. ↑   Wallace claims NAMA official sought bribe, su rte.ie, RTÉ News, 15 luglio 2015.
2. ↑  Lord Denning, Landmarks in the Law (1984), pp. 61–62.
3. 1 2  "Star-chamber, starred chamber"; Oxford English Dictionary, 2ª edizione. Oxford University Press, 1989.
4. 1 2   Commentaries on the Laws of England, IV, ch 19,  p. 263. URL consultato il 9 aprile 2020 (archiviato dall'url originale l'11 ottobre 2010).
5. ↑  S.B. Chrimes, Henry VII, Berkeley: University of California Press, 1972: p. 99.
6. ↑  Edward P. Cheyney. The Court of Star Chamber. The American Historical Review, Vol. 18, numero 4 (luglio 1913), p. 745
7. ↑  Trevor-Roper, Hugh Archbishop Laud Phoenix Press ristampa 2000 pp. 254–257
8. ↑  Raymond, Joad Pamphlets and Pamphleteering in Early Modern Britain Cambridge University Press, 2003
9. ↑  Trevor-Roper, Hugh Archbishop Laud Phoenix Press ristampa 2000 pp. 317–324
10. ↑  Crawford, Jon G. A Star Chamber Court in Ireland – the Court of Castle Chamber 1571–1641 Four Courts Press Dublin 2005
11. ↑   Edgar Lee Masters, The new star chamber: and other essays, The Hammersmark Publishing Company, 1904,  p. 12].
12. ↑   Star Chamber, su tiscali.co.uk. URL consultato il 5 marzo 2012 (archiviato dall'url originale il 25 luglio 2008).
13. ↑   Elliot Morley and David Chaytor first to face 'star chamber' as Brown moves to cull expenses cheats | Mail Online, su dailymail.co.uk, 19 maggio 2009. URL consultato il 5 marzo 2012.
14. ↑   Will Smale, What can the UK learn from Canada's budget cuts?, in BBC News, 7 giugno 2010. URL consultato il 5 marzo 2012.
15. 1 2  Pennsylvania v. Muniz, 496 U.S. 582 (1990).
16. ↑  Faretta v. California, 422 U.S. 806 (1975).